# Abba: You Can Dance
Abba: You Can Dance är ett TV-spel till Wii, utvecklat av Ubisoft. Spelet släpptes den 15 november 2011 i Nordamerika den 24 november samma år i Australien och den 25 november samma år i Europa. Spelet är en spinoff på Just Dance-serien, och innehåller ett "karaokeläge" där två spelare kan sjunga vissa av sångerna i USB-mikrofoner.

## Sånger
| Sång                                                       | Årtal | Läge     | Dansare  | Karaoke |
| ---------------------------------------------------------- | ----- | -------- | -------- | ------- |
| Angeleyes                                                  | 1979  | Solo     | ♀        | Nej     |
| As Good as New                                             | 1979  | Solo     | ♀        | Nej     |
| Bang-A-Boomerang (M)                                       | 1975  | Duett    | ♀/♀      | Nej     |
| Dancing Queen[a]                                           | 1976  | Solo     | ♀*       | Ja      |
| Does Your Mother Know (M)                                  | 1979  | Duett    | ♀/♂      | Ja      |
| Fernando                                                   | 1976  | Duett    | ♀/♀*     | Ja      |
| Gimme! Gimme! Gimme! (A Man After Midnight) (2014)/(JWiiU) | 1979  | Solo     | ♀        | Ja      |
| Head over Heels                                            | 1981  | Solo     | ♀        | Ja      |
| Hole In Your Soul (M)                                      | 1977  | Kvartett | ♀/♀/♂/♀  | Nej     |
| Honey, Honey (M)                                           | 1974  | Kvartett | ♀/♀/♀/♂  | Nej     |
| I'm a Marionette                                           | 1977  | Duett    | ♀/♂      | Nej     |
| I Do, I Do, I Do, I Do, I Do (M)                           | 1975  | Duett    | ♀/♂      | Nej     |
| If It Wasn't for the Nights                                | 1979  | Solo     | ♂*       | Nej     |
| Knowing Me, Knowing You                                    | 1976  | Kvartett | ♂/♀/♀/♂* | Ja      |
| Lay All Your Love on Me                                    | 1980  | Solo     | ♀*       | Nej     |
| Mamma Mia                                                  | 1975  | Kvartett | ♂/♀/♀/♂* | Ja      |
| Money, Money, Money                                        | 1976  | Solo     | ♀*       | Ja      |
| People Need Love (M)                                       | 1972  | Kvartett | ♀/♀/♂/♀  | Nej     |
| SOS                                                        | 1975  | Duett    | ♀/♀*     | Ja      |
| Summer Night City                                          | 1978  | Solo     | ♀        | Ja      |
| Super Trouper                                              | 1980  | Solo     | ♀        | Ja      |
| Take a Chance on Me                                        | 1977  | Duett    | ♀/♀*     | Ja      |
| The Winner Takes It All                                    | 1980  | Solo     | ♀        | Ja      |
| Voulez-Vous                                                | 1979  | Solo     | ♀*       | Ja      |
| Waterloo                                                   | 1974  | Kvartett | ♂/♀/♀/♂* | Ja      |
| When I Kissed the Teacher                                  | 1976  | Solo     | ♀        | Nej     |

- a  Två koreografier
- "(M)" innebär att sången finns med i "minimusikalläget"
- "♀*" eller "♂*" innebär att dansaren/dansarna är Abba-medlemmar
- "(2014)" innebär att sången också finns med i Just Dance 2014.
- "(JWiiU)" innebär att sången också finns med i Just Dance Wii U.

## Övrigt
Bilder på Abba-logotypen AᗺBA kan ses i vissa sånger:
- Gimme! Gimme! Gimme!, en affisch
- As Good as New, dansarens kläder
- Honey, Honey, liten Abba-affisch på scenen